# Belgický ligový pohár
Belgický ligový pohár (oficiálním názvem podle sponzora Nissan Cup) je bývalá pohárová vyřazovací soutěž v belgickém fotbalu, které se účastnily kluby hrající belgickou nejvyšší ligu Jupiler Pro League. Hrály se pouze tři ročníky.

## Přehled finálových zápasů
Pozn.: vítěz je označen tučně.

Zdroj:
- 1998: SK Lommel – Germinal Ekeren 2:1
- 1999: K. Sint-Truidense VV – Germinal Ekeren 4:3
- 2000: RSC Anderlecht – Excelsior Mouscron 2:2 (5:3 pen.)